# Henrik Frandsen
Henrik Hasling Frandsen er en dansk landmand og fra 2022 medlem af Folketinget for Moderaterne. Han er tidligere borgmester i Tønder Kommune, oprindeligt som repræsentant for Venstre. I 2020 stiftede han Tønder Listen, og i 2022 meldte han sin opstilling som spidskandidat for Moderaterne i Sydjyllands Storkreds.

## Politisk løbebane
Henrik Frandsen stillede op til posten som spidskandidat for Venstre forud for kommunalvalget 2013, men tabte til Laurids Rudebeck, hvorpå han sigtede efter at blive stillet op som folketingskandidat. Han blev dog i 2016 valgt som borgmester, da Rudebeck pludseligt døde. Ved kommunalvalget 2017 gik hans parti, Venstre, frem med ét mandat, og Frandsen, der fik 2.647 personlige stemmer, kunne derfor fortsætte på posten. Da Venstre i sommeren 2020 skulle vælge deres spidskandidat til kommunalvalget 2021, blev Frandsen vraget til fordel for Martin Iversen. Dette blev Frandsen så utilfreds med, at han i tiden derefter forsøgte at fryse Iversen ud, inden han tog konsekvensen og brød ud af partiet i oktober samme år. I forbindelse med bruddet med Venstre dannede han sammen med seks andre tidligere Venstre-politikere Tønder-listen.
Ved Folketingsvalget 2022 blev Frandsen valgt ind for Moderaterne med 6.206 personlige stemmer i Sydjyllands Storkreds.

## Landmandskarrieren
Henrik Frandsen drev i mange år ved Skærbæk et større landbrug med fem medarbejdere og 300 søer. Han var fagligt aktiv i Landbrug & Fødevarer i mange år, heriblandt en periode som viceformand. Da den daværende formand, Niels Jørgen Pedersen, ikke ønskede at fortsætte på posten i 2012, stillede Frandsen op som formandskandidat, men her måtte han se sig slået af Martin Merrild.
Da han blev borgmester i 2016, opgav han svineholdet, og i 2018 solgte han jorden fra, men blev boende på gården.